# Ma (album)
Ma è il decimo album in studio del musicista venezuelano-statunitense Devendra Banhart, pubblicato nel 2019.

## Tracce
Testi e musiche di Devendra Banhart eccetto dove indicato.
1. Is This Nice? – 2:54
2. Kantori Ongaku – 3:42
3. Ami – 3:56
4. Memorial – 4:39
5. Carolina – 2:32
6. Now All Gone – 3:37
7. Love Song – 4:22
8. Abre Las Manos – 3:34 (Noah Georgeson)
9. Taking a Page – 3:36 (Carole King)
10. October 12 – 3:13
11. My Boyfriend's In The Band – 3:31
12. The Lost Coast – 3:11
13. Will I See You Tonight? – 3:23